# 테크엔
주식회사 테크엔(영어: Techen)은 대한민국의 실외용 LED 조명 기업이다.

### 내용주
1. ↑  2017년 3월 24일 기준